# This Is Us (televisieserie)
This Is Us is een Amerikaanse dramaserie bedacht door Dan Fogelman. De serie werd voor het eerst uitgezonden in de Verenigde Staten op 20 september 2016 op NBC.

## Verhaal
De serie draait rond het koppel Jack en Rebecca Pearson en hun drie kinderen: Kevin, Kate en Randall (die door hun vader de "Big Three" genoemd worden). Het speelt zich voornamelijk af in het heden en gebruikt flashbacks om gebeurtenissen uit het verleden van de personages te laten zien. 
Jack en Rebecca verwachten in 1980 een drieling. Eén van de drie kinderen sterft echter tijdens de geboorte. Daarom besluiten Jack en Rebecca om ook een zwart jongetje te adopteren dat op hetzelfde moment als een vondeling in het ziekenhuis wordt gebracht nadat zijn biologische vader William Hill hem bij een brandweerkazerne heeft achtergelaten. Jack sterft wanneer zijn kinderen 17 zijn en Rebecca trouwt later met Jacks beste vriend Miguel.
Kevin is in het heden een bekende televisieacteur die genoeg heeft van zijn vrijgezellenleven en besluit om zijn carrière serieuzer te nemen door te verhuizen naar New York. Hij is een alcoholist die, net als zijn vader Jack, moeite heeft om nuchter te blijven. Kate is een vrouw met obesitas die besluit om gewicht te verliezen. Tijdens een bijeenkomst voor mensen die overgewicht hebben ontmoet ze Toby, waar ze een relatie mee begint en uiteindelijk mee trouwt. Hun zoon, die Kate naar haar vader vernoemt, wordt slechtziend geboren. Randall is een succesvolle zakenman met een angststoornis, die samen met zijn vrouw Beth (Susan Kelechi Watson) twee kinderen heeft, Tess en Annie. Ze adopteren later een derde kind, Deja. Randall besluit zijn biologische vader William op te zoeken, en neemt hem in huis.
De meeste afleveringen bevatten een verhaallijn die zich afspeelt in het heden (2016–2021, de periode waarin de afleveringen werden uitgezonden) alsmede een verhaallijn die zich afspeelt tijdens een periode in het verleden. Sommige afleveringen spelen zich echter alleen af in het heden of gebruiken flashbacks naar meerdere periodes. Ook richten sommigen afleveringen zich op andere personages, waaronder Randall's familieleden William, Deja en Beth.
Vanaf het tweede seizoen gebruikt de show ook flashforwards om twee periodes in de toekomst te laten zien. Eentje waarin Randalls dochter Tess volwassen is en een bejaarde Rebecca op haar sterfbed ligt en een andere, verder in de toekomst, waarin Kates zoon Jack een bekende zanger is die zelf op het punt staat vader te worden.

## Rolverdeling
- Milo Ventimiglia - Jack Pearson
- Mandy Moore - Rebecca Pearson
- Sterling K. Brown - Randall Pearson
  - Niles Fitch en Lonnie Chavis spelen Randall als tiener en kind.
- Chrissy Metz - Kate Pearson
  - Hannah Zeile en Mackenzie Hancsicsak spelen Kate als tiener en kind.
- Justin Hartley - Kevin Pearson
  - Logan Shroyer en Parker Bates spelen Kevin als tiener en kind
- Susan Kelechi Watson - Beth Pearson
- Chris Sullivan - Toby Damon
- Ron Cephas Jones - William H. "Shakespeare" Hill
- Jon Huertas - Miguel Rivas
- Alexandra Breckenridge - Sophie
- Eris Baker - Tess Pearson
- Faithe Herman - Annie Pearson
- Tyler Barnhardt - Mike

## Kritiek
De serie krijgt vooral positieve kritieken. De reviewwebsite Rotten Tomatoes geeft de serie een gemiddelde score van 90%, waarbij het de eerste twee seizoenen beoordeeld werden met respectievelijk 90% en 91%. Op Metacritic krijgt de serie 76%, gebaseerd op 34 kritieken.

## Prijzen
De serie is al veel in de prijzen gevallen, voornamelijk omwille van het schrijftalent en het acteerwerk. Zo heeft Sterling K. Brown voor zijn rol als Randall Pearson een Golden Globe, een Screen Actors Guild Award en een Emmy gewonnen. Ook Chrissy Metz en Mandy Moore zijn al genomineerd voor een Golden Globe. Milo Ventimiglia, Ron Cephas Jones en Chrissy Metz zijn allen ook (meerdere) keren genomineerd voor een Emmy.
De serie zelf is genomineerd voor twee Emmy's, twee Golden Globes en een Satellite Award.
De serie en de cast zijn ook al meerdere keren genomineerd voor publieksprijzen zoals de Teen Choice Awards, People's Choice Awards en MTV Movie & TV Awards.